# Ulla-Karin Rönnlund
Ulla-Karin Rönnlund, tidigare Thelin, född 19 februari 1977, är en svensk före detta fotbollsmålvakt som spelat för Umeå IK.

## Meriter
- Årets målvakt vid Fotbollsgalan 2008